# Journey 2: The Mysterious Island
Journey 2: The Mysterious Island is een Amerikaanse 3D avonturenfilm uit 2012. De film is ook bekend onder de alternatieve titel Journey to the Mysterious Island. Hoewel het een Amerikaanse film is, kwam de film het eerst uit in Australië.

## Verhaallijn
Sean ontvangt een noodoproep van een geheimzinnig, onbestaand eiland. Samen met zijn stiefvader Hank gaat hij op zoek naar het eiland, Mysterieus Eiland. Daar aangekomen blijkt het eiland vol te zitten met vreemde levensvormen, bergen van goud en een mysterieus geheim. Wanneer blijkt dat het eiland wegzinkt, moeten ze zo snel mogelijk van het eiland af zien te komen. Maar dat is moeilijker dan het lijkt.

## Rolverdeling
| Acteur              | Personage                |
| ------------------- | ------------------------ |
| Dwayne Johnson      | Hank Parsons             |
| Josh Hutcherson     | Sean Anderson            |
| Michael Caine       | Alexander Anderson       |
| Vanessa Hudgens     | Kailani                  |
| Luis Guzmán         | Gabato                   |
| Kristin Davis       | Elizabeth "Liz" Anderson |
| Anna Colwell        | Jessica                  |
| Stephen Caudill     |                          |
| Branscombe Richmond | gids                     |
| Walter Bankson      |                          |